# 김다흰
김다흰(1982년 10월 20일 ~)는 대한민국의 배우이다.

## 학력
- 중앙대학교 연극학과

## 출연 작품

### 뮤지컬
- 2021 《오늘 처음 만드는 뮤지컬》 군포
- 2021 《오늘 처음 만드는 뮤지컬》(2021 웰컴대학로-웰컴씨어터)
- 2020 《6시 퇴근》 - 윤지석 역
- 2019 《6시 퇴근》 - 윤지석 역
- 2018 《안녕 크로아티아》 - 남해 역
- 2017 《프랭크딕시의 고백》 -남해 역
- 2014 《사춘기》 - 반장 역
- 2011 《엄마를 부탁해》 - 균이/앙상블 역

### 연극
- 2024 연극 《땅 밑에》
- 2024 《클로저》 - 래리 역
- 2023 《카페 쥬에네스》 - 아마쿠사 아키 역
- 2022 《세인트 조앤》 - 파란수염, 라베누 역
- 2022 로드씨어터 《클럽 라틴》 - 문필 역
- 2022 《기후비상사태: 리허설》 - 작가, 나 역
- 2021 《언더스터디》 - 제이크 역
- 2021 《라틴아메리카 프로젝트 Ⅲ》 - 문필 역
- 2021 이머시브 씨어터 《어쩔 수 없는 막, 다른 길에서》
- 2021 《인디아블로그》 - 다흰 역
- 2020 《햄릿 읽기 좋은 날》
- 2019 《극적인 하룻밤》 - 한정훈 역
- 2018 《라틴 아메리카 콰르텟》 - 문필 역
- 2017 《밀레니엄 소년단》 - 형석 역
- 2017 《라틴 아메리카 콰르텟》 - 문필 역
- 2016 《비포 애프터》
- 2016 《인디아 블로그》 앵콜 - 다흰 역
- 2016 《터키블루스》 - 김시완 역
- 2016 《인디아블로그》 - 다흰 역
- 2015 《비포 애프터》
- 2014 《인사이드 히말라야》 - 알랭드 보통 역
- 2014 《터키블루스》 - 김시완 역
- 2014 《남산 도큐멘타 - 연극의 연습 극장편》
- 2013 《인디아 블로그 시즌2》
- 2012 《인디아 블로그》
- 2011 《카스테라》
- 2010 《세일즈맨의 죽음》
- 2009  《햄릿-슬픈 광대의 노래》 - 호레이쇼 역

### 낭독/음악극
- 2022 음악극 《한성의 이발사》 - 고종 역
- 2022 국립극단 제10회 현대일본희곡 낭독공연 《만나러 갈게, 비는 오지만》
- 2021 Into the Creation! 《링크》 - 건호 역
- 2021 음악극 《한성의 이발사》 - 고종 역
- 2021 라스낭독극장 Part.3 《한성의 이발사》
- 2020 낭독 음악극 《서대문 1919》 영상
- 2019 낭독 음악극 《서대문 1919》
- 2019 낭독 음악극 《신촌역과 이대역 사이》
- 2019 연극열전 창작희곡공모 낭독공연 《네 이웃의 불행》
- 2018 음악극 《낭랑긔생》
- 2018 낭만씨어터 음악낭독극 《꽃을 보듯 너를 본다》
- 2018 낭만씨어터 음악낭독극 《소년이 온다》 - 작은형, 진수, 정대 역
- 2017 국립극단 작가의 방 낭독극장 《하시마; 행간의 사람들》
- 2017 낭만씨어터 음악낭독극 《사랑을 잃고 나는 쓰네》
- 2017 낭만씨어터 음악낭독극 《할머니는 죽지 않는다》 - 아버지, 정변호사 역
- 2017 낭만씨어터 음악낭독극  《명줄》 - 아버지 역
- 2017 낭만씨어터 음악낭독극  《첨밀밀》 -여소군 역
- 2017 낭독 《인간의 가장 오래된 외부》
- 2017 낭독 《배소고지 이야기-기억의 연못》
- 2015 노서니 프로젝트 《입봉》 - 조연출, 작(글빨/끝빨), 출연

### 영화
- 2025 《소주전쟁》 - 법무과장 역
- 2022 《카시오페아》 - 준일 역
- 2017 《로마서 8:37》 - 현민 역
- 2017 《60일의 썸머》 - 강도1 역
- 2017 낭만씨어터 단편영화 《카메라루시다》
- 2016 《동주》 - 용정어른 2 역
- 2015 《시선 사이-과대망상자들》
- 2013 《조난자들》 - 양아치 1역
- 2010 《보험금 지급액 연산법》 - 신입사원 역
- 2009 《크랭크 업(CRANK UP)》 - 김갑수 역
- 2008 《유랑시대》 - 형기 역
- 2008 《큐어(CURE)》 - 김명광 역

### 드라마
- 2024 KBS2 《드라마 스페셜 - 사관은 논한다》 - 도승지 역
- 2024 tvN 《엄마 친구 아들》
- 2024 Disney+ 《강력하진 않지만 매력적인 강력반》 - 추용진 역 (7~8화)
- 2024 Disney+ 《삼식이 삼촌》
- 2023 KBS2 《혼례대첩》 - 김문건 역
- 2023 SBS 《낭만닥터 김사부 3》 - 최 사무관 역
- 2023 tvN 《일타 스캔들》 - 전종렬 역
- 2025 tvN 《미지의 서울》 - 배기철 역

### 기타
- 2021 《안 떠나도 8월의 콘서트》 여행자들의 음악회 - 2021/08/17-20
- 2021 연극 《인디아 블로그(India Blog)》 10th Anniversary Concert : <오랜만이야>
- 2020 채군 EP 《어둠과 사람과 숨과》 '시'/'일흔한번째 편지' 삽입곡 ‘그날 밤’ - 기타/노래
- 2019 뮤지컬 토크 콘서트 송년회 《내 친구를 소개합니다》 - 2019/12/16
- 2019 뮤지컬 토크 콘서트 트루맨쇼 《Sing 4 U #5》 - 2019/11/25
- 2019 낭만씨어터 뮤지컬 리사이틀
- 2019 뮤지컬 《사춘기》 콘서트
- 2019 뮤지컬 토크 콘서트 트루맨쇼 《Sing 4 U #4》 - 2019/08/05
- 2018 뮤지컬 토크 콘서트 - 2018/09/03
- 2018 Play With Concert 《남은 자들의 도시》
- 2017 뮤지컬 토크 콘서트 트루맨쇼 《Sing 4 U #3》 - 2017/09/04
- 2017 안산국제거리극축제 장소특정극 《낯선 이웃들｜Unknown Neighbors》
- 2017 뮤지컬 토크 콘서트 트루맨쇼 《Sing 4 U #2》 - 2017/05/15
- 2017 뮤지컬 토크 콘서트 트루맨쇼 《Sing 4 U》 - 2017/01/09
- 2016 《인디아 블로그 콘서트》
- 2016 《메타 터키블루스 콘서트》
- 2015 뮤지컬 토크 콘서트 집들이 《미사리 데이즈》
- 2015 뮤지컬 토크 콘서트 《트루맨 쇼》 6화 - 2015/06/14
- 2015 뮤지컬 토크 콘서트 집들이 《미사리 콘써트》
- 2012 《인디아 블로그 콘서트》